# مقاطعة تاليافيرو (جورجيا)
مقاطعة تاليافيرو (بالإنجليزية: Taliaferro County)‏ هي إحدى المقاطعات في ولاية جورجيا في الولايات المتحدة الأمريكية.

## أعلام
- ألكسندر ستيفينز